# Lac Saint-Joseph (La Jacques-Cartier)
Pour les articles homonymes, voir Lac Saint-Joseph et Saint-Joseph.
Le lac Saint-Joseph est un plan d'eau douce situé dans la municipalité régionale de comté (MRC) de La Jacques-Cartier, dans la région administrative de la Capitale-Nationale, dans la province de Québec (Canada).
Les activités récréotouristiques, surtout la villégiature, constituent la principale activité économique autour du lac; la foresterie, en second. Les rives tout autour du lac Saint-Joseph sont fort réputées pour la villégiature notamment à cause de l'environnement forestier, montagneux, les activités récréotouristiques, l'accès routier, la proximité de la ville de Québec et surtout la station touristique Duchesnay qui entoure le lac Saint-Joseph au trois quarts (ouest, nord et est).
Le chemin Thomas-Maher fait le tour du lac pour les besoins des activités récréotouristiques et de la foresterie.
La surface du lac Saint-Joseph est généralement gelée de début décembre à fin mars; la circulation sécuritaire sur la glace se fait généralement de fin décembre à début mars.

## Géographie

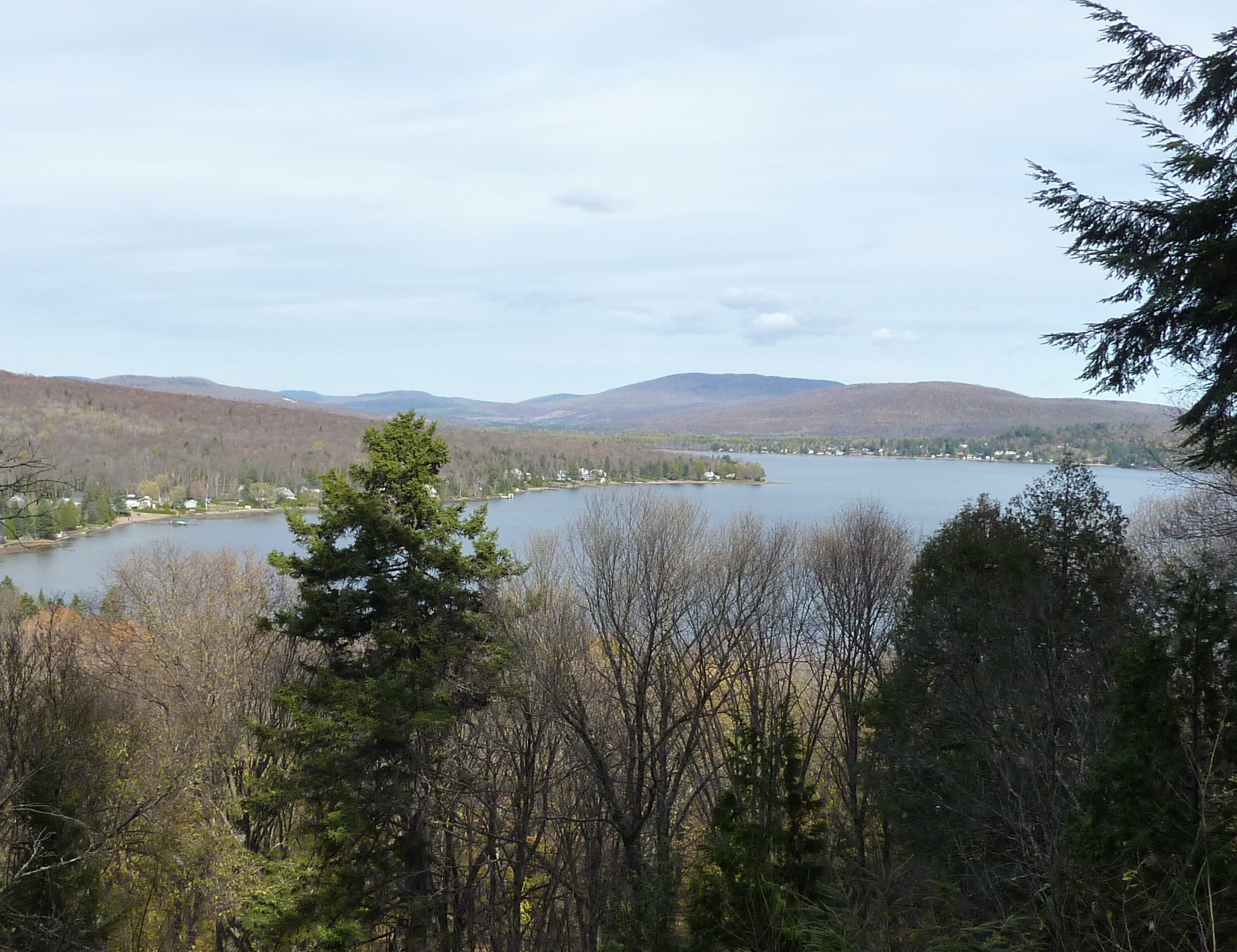
Partie sud du lac (vue en direction nord).

Le lac Saint-Joseph a une longueur de 8,1 km (dans le sens nord-sud) et une superficie de 11,31 km². Sa circonférence est de 22,4 km.
Ce lac d'origine glaciaire se situe à une trentaine de kilomètres à l'ouest-nord-ouest de la ville Québec. Le bassin versant du lac Saint-Joseph est situé entre celui de la rivière Sainte-Anne (située à 9,2 km au nord-ouest de la partie nord) et celui de la rivière Jacques-Cartier (situé à 2,25 km au sud-est de la partie sud du lac). Le lac se rétrécit en son centre, comme une coquille d'arachide. La superficie de la partie nord du lac Saint-Joseph est plus importante que celle de la partie sud. Outre quelques ruisseaux qui sont des affluents, le lac Saint-Joseph est alimenté par:
- la rivière aux Pins (au côté est du lac) laquelle s'abreuve de nombreux ruisseaux, de la rivière de la Somme, de la « petite rivière aux Pins » ainsi que du lac de la Belle Truite, des lacs Tantaré, Cesena, Regio et du lac de la rivière aux Pins. Ces plans d'eau et cours d'eau font partie du territoire de la base des Forces canadiennes Valcartier ;
- le ruisseau Le François (au nord-ouest du lac) lequel s'alimente à trois petits lacs de montagne dont le lac Le François (257 m d'altitude).

Parcours de la rivière Ontaritzi
À 159 m d'altitude, les eaux du lac Saint-Joseph sont retenues par le barrage de Duchesnay, érigé à la décharge du lac dans le territoire de Sainte-Catherine-de-la-Jacques-Cartier. Les eaux se déversent dans la rivière Ontaritzi (longue de 4,5 km, mesurée en suivant le courant) qui se dirige à partir du barrage sur 600 m vers l'ouest, en passant:
- sous le pont de la piste cyclable Jacques-Cartier, qui est désignée la no. 6 de la "Route verte" depuis 2007;
- sous le pont de la route 367; et
- devant l'école de foresterie de Duchesnay dont l'immeuble a été inauguré en 2001.

Puis la rivière bifurque vers le sud-est pour couler sur 2,1 km. De là, la rivière traverse les rapides Laroche en se dirigeant vers le sud. Finalement, elle se déverse dans la rivière Jacques-Cartier, coulant de part et d'autre de l'Île à Prévost située à son embouchure, soit en face du village de Sainte-Catherine-de-la-Jacques-Cartier. La rivière Ontaritzi coule entièrement dans le territoire de Sainte-Catherine-de-la-Jacques-Cartier.
Administration municipale
La majeure partie du lac (ouest, nord et est) est administrée par la municipalité de ville de Lac-Saint-Joseph. Fondée en 1949, la municipalité de Fossambault-sur-le-Lac administre la zone au sud-est du lac Saint-Joseph. La municipalité de Sainte-Catherine-de-la-Jacques-Cartier n'administre que la zone près de l'embouchure. Le lac comporte plusieurs hameaux sur son pourtour: le hameau Duchesnay est situé au sud-ouest du lac (dans la zone du barrage); le hameau Lake View, du côté sud-est; le hameau Lac-Saint-Joseph, à l'ouest. Jadis, le chemin de fer du Canadien National (initialement, le "National Transcontinental Railway") passait au sud du village de Fossambault-sur-le-Lac et descendait la rivière Ontaritzi, en aval du barrage de Duchesnay. C'est aujourd'hui une piste cyclable.
La route qui contourne le lac est désignée "Chemin Thomas-Maher" dans le territoire de ville de Lac-Saint-Joseph; puis "route Duchesnay" pour le segment dans le hameau Duchesnay et "route de Fossambault" dans le territoire de Fossambault-sur-le-Lac.

## Toponymie

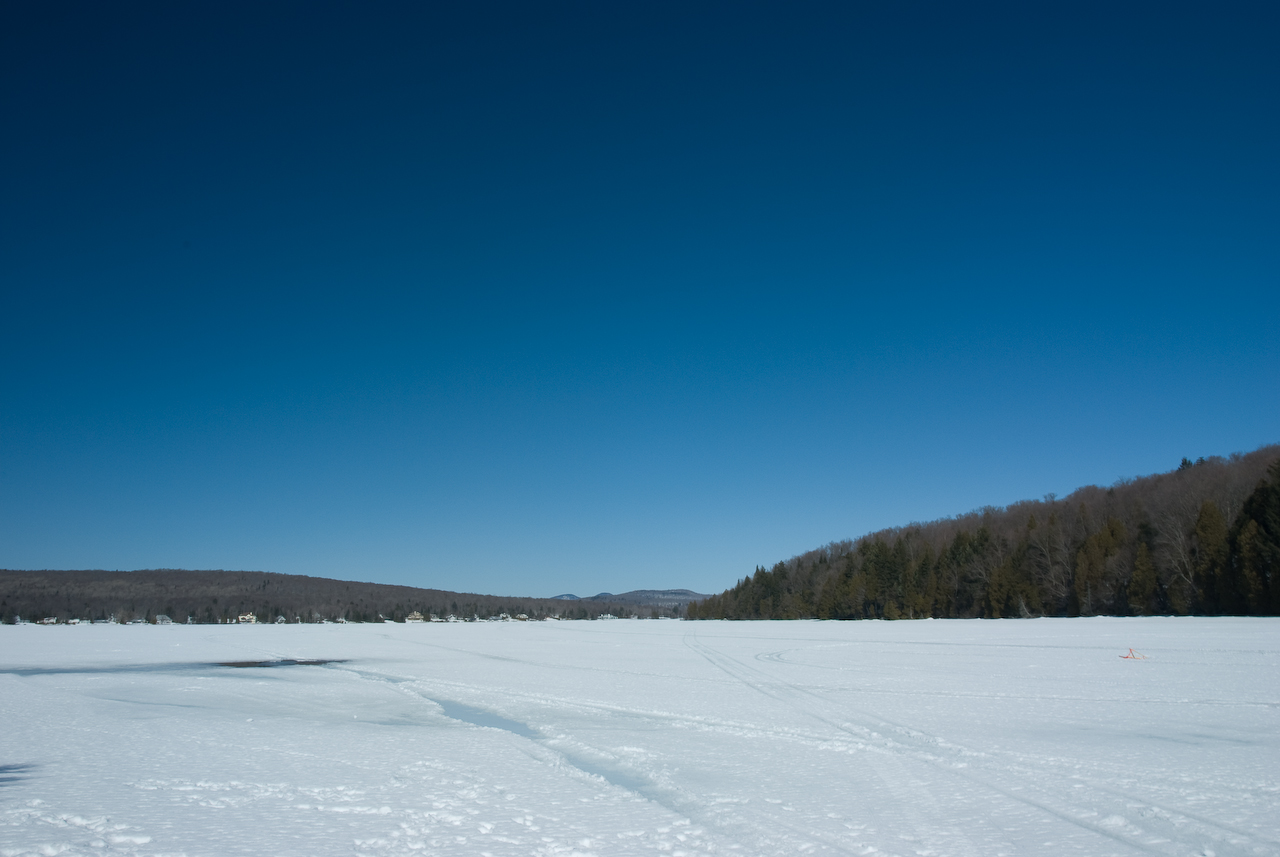
Le lac en hiver

Ce toponyme est indiqué en légende sur la carte conçue en 1632 par Samuel de Champlain; toutefois il désigne par erreur la source de la rivière Saint-Charles. Dans son ouvrage "Histoire du Canada" publiée en 1636, le frère récollet Gabriel Sagard écrit: « ils s'en allerent chasser (la saison estant lors bonne) vers le lac de Sainct Joseph, où ils firent profit aux despens des caribouts, eslans e autres bestes qui y sont à foison. Ce lac de Sainct Joseph, de grande estenduë, a esté ainsi nommé par les François à cause que le P. Joseph, Supérieur de nostre Maison, y avait passé partie d'un hyver avec les Barbares ».
Le toponyme "Lac Saint-Joseph" figure en 1656 sur la carte de Nicolas Sanson d'Abbeville sous la graphie « L. St Joseph ». Au début du XIXe siècle, la désignation amérindienne de ce lac était "Ontarietsi" ou "Ontaritzi". En 1833, la Gazette de Québec utilise l'appellation "Lontarizé". À cette époque, une trentaine de familles d'Irlandais arrivées en 1817 en provenance du Connecticut, occupaient la zone actuelle au sud-est du lac, désignée Fossambault-sur-le-Lac. Le lac Saint-Joseph fut également nommé "Grand Lac des Vents". Le toponyme "Lac Saint-Joseph" a été reconnu officiellement en 1912.
Le toponyme "Lac Saint-Joseph" a été officialisé le 5 décembre 1968 à la Banque des noms de lieux de la Commission de toponymie du Québec.